# Operatie Weber
Operatie Weber  was de codenaam voor een militaire operatie van de Kriegsmarine.

## Geschiedenis
In januari 1941 was de invasie van Engeland door de Duitsers al enige tijd opgegeven. Hoewel er op dat moment geen acute dreiging was dat de Britten op het Europese vasteland zouden landen, speelde een toekomstige invasie voor de Duitsers wel degelijk mee in de beslissing om het Britse eiland te omringen met zeemijnen. Waar eerder tijdens Operatie Westwall-Sperre al de oostkust vol met zeemijnen was gelegd, werd tijdens Operatie Weber een mijnengordel aan de zuidkust aangelegd. Hiermee werden enkele Britse havens aan de zuidkust enige tijd lastig bereikbaar.